# 龍龍與忠狗
《龍龍與忠狗》是日本動畫公司製作的〈世界名作劇場〉系列第1部的動畫作品。自1975年1月5日播至同年1975年12月28日，全52話。原作為英國作家薇達（Ouida，1839年1月1日 - 1908年1月25日）的童話故事《法蘭德斯的靈犬》（A Dog of Flanders），但動畫片頭中記載的原作者姓名，則是她的本名露意絲·德·拉·拉梅（Marie Louise de la Ramée）。
台灣在1979年於華視首播，譯名為「龍龍與忠狗」；後有齊威國際多媒體代理發行DVD-Video，DVD則與華視首播時同名。香港於1977年7月在無綫電視（TVB）首播，譯名為「義犬報恩」；香港DVD發行名跟TVB譯名相同。

## 故事
在比利時的法蘭德斯安特衛普的小村莊裡。住著一位名叫尼洛的男孩，他在父母雙亡後與祖父傑漢相依為命，一起運送牛奶工作著，雖然兩人的生活很貧窮但是過的很幸福。尼洛唯一的心願就是關於繪畫的事情，他希望可以看見魯本斯的繪畫，因此尼路一直不斷地繪畫，希望將來能成為像魯本斯一樣偉大的畫家。
有一天，尼洛在一次的契機下救下被前主人給任意驅使然後被拋棄的狗帕特拉修，自此尼洛與帕特拉修一起形影不離。村子裡的第一有錢地主巴斯的女兒爱露娃和尼洛是很要好的朋友，她與尼洛總是玩在一起，也對帕特拉修很友善。但是爱露娃的父親巴斯和許多村民們總是看不慣尼路家貧窮的模樣。因此尼洛覺得他一定能夠擺脫貧窮與達成繪畫的夢想，也希望在某天能夠化解柯傑茲與村人們的橫溝中。
但是尼洛的幸福生活並沒有持續下去，尼洛在他的祖父傑漢因病去世後因為在一場風車小屋的火災事件中被誣陷為縱火嫌犯而失去工作，所以他只好把唯一的機會寄託在繪畫上，但在競賽結果卻落選。之後從家中出來的尼洛與帕特拉修在夜晚大教堂的雪光下看著魯本斯的繪畫，並且露出最滿意的笑容闔上眼睛，而柯傑茲與村民們在得知尼洛其實不是縱火嫌犯的真相，加上聽到他的繪畫天份已經獲得一位畫家的認可的實情後，對他們未能善待與償還尼洛的所有行為陷入悔恨中一直不斷地找回尼洛，但是這樣的舉動已經為時已晚，爱露娃也在協助找回尼洛中悲痛地喊著尼洛的名字，尼洛與帕特拉修在上帝的指引下來到天國中與他的祖父傑漢與雙親重聚，永遠地離開這個不公與不正的世界。
台灣播映版本的主題曲最後歌詞為：「立定決心，有始有終，最後一定會成功」，此最後歌詞與故事結局中主角尼洛受到蒙主的寵召根本為天差地別。

## 登場人物與配音員陣容

### 主要人物
尼洛‧達斯
配音員：喜多道枝；香港：盧素娟；台湾：李明幸（TVBS-G）／巫玉羚（MOMO亲子台）
從小父母雙亡，與祖父傑翰相依為命的10歲男孩。很像祖父傑漢的坦率又正值的工作幫手。即使發生種種不幸的遭遇也不會去怨恨別人，是個心地善良的人。曾經出手幫助瀕死的帕特拉修然後一起生活著。擁有繪畫的才能，面對缺乏藝術天份的一部分村人認為自己「寫生繪畫是偷懶不工作的懶鬼所做的」的批評也都不在乎。順便一提"尼洛"（Nello）是個親密的稱呼，原作上寫過他的本名是尼可拉‧達斯，而日本舊書上面標示的是尼洛‧達斯。從動畫第49話才寫出他的姓氏是「達斯」(Daas)。這姓氏有「黑」的意思。最終話在教堂中與帕特拉修一起受到蒙主的寵召到天國中與雙親與祖父傑漢相聚。
他是不是會讀書寫字在這有很多不同的意見，在第37話繪畫競賽正在進行的時候，故事中無法判明有沒有這樣的事情，「作為沒有」的這種說法比較有利。但是第30話時在喬治與保羅於貴婦人那兒的場景中，尼洛他在那裏寫一些文字，看起來他好像是有讀過書的。還有第52話關於爱露娃的信，由於過去沒有記載寫字的場景，但是他為何能寫字就不清楚。
帕特拉修
被五金行的老闆任意驅使的大狗。快要瀕死時被尼洛所救，之後與尼洛和傑漢一起每天早上拉著車並且運送牛奶罐到安特衛普去。牠從幫助到最後都是在待在新主人尼洛的身邊。
原作牠是「法蘭德斯畜牧犬」的品種，大頭與狼般的耳朵的勞動犬，這種犬通常都是黑色的，不過原作中改變成黃色。因此法蘭德斯的靈犬變成有很大不同的體態，是為了要讓孩子們適應這樣的外表。(設計這個地方是作品中獨創的部份)
爱露娃‧柯傑茲
配音員：麻上洋子→桂玲子；香港：何錦華；台湾：林美秀（TVBS-G）
常戴著白色三角巾帽子，身姿很可愛的8歲女孩，村中第一有錢者巴斯的獨生女兒。有著好勝與天真浪漫的性格。非常很仰賴著尼洛，與他關係很好並經常玩在一起，也很善待帕特拉修，即使被父親巴斯斥責不要總是跟尼洛相處，卻一直很關心尼洛的狀況。最終話在尼洛與帕特拉修前往天國的一瞬間，她悲痛地大喊著「尼─洛─！！」，這成為有名的場景的名台詞之一。
在《龙龙与忠狗剧场版》中，爱露娃長大後到修道院成為修女和一群孩子們在一起，總是思念與掛念著尼洛與帕特拉修。而尼洛的好友喬治與保羅會從村子裡來探望她的同時帶來有關村子的訊息。

### 尼洛的親人
傑漢‧達斯
配音員：及川廣夫，香港:金雷；台湾：周寧（TVBS-G）
尼洛的祖父。原本是獨自一人居住，在尼洛的父母去世後把尼洛接過來然後一起生活著。年輕的時候參加軍隊從軍，但在從軍回來後失去工作的情況下只好以自己的善意為村裡的人運送牛奶，用著一點點微薄的收入生活著。自此尼洛很了解他的困窘，希望盡所有的努力替自己解決窮困情境。在故事後期罹患重病無法像以前一樣帶領尼洛運送牛奶，只能待在家休息養病。直至某天在尼洛為自己做餐點的時候受到蒙主的寵召，讓尼洛對此感到很傷心。
尼洛的母親
配音員：宗千英子
在尼洛去安特衛普鎮上的大教堂觀看聖母瑪莉亞雕像的時候無意間回想起自己早以去世的母親，生前曾經帶著年幼的尼洛過來看著聖母瑪莉亞。是個與爱露娃的母親長的很相似的溫柔女性。

### 爱露娃的家人
巴斯‧羅傑斯配音員：大木民夫，台湾：周寧（TVBS-G）／蘇振威（MOMO親子台）
爱露娃的父親。村子裡第一有錢者。雖然對尼洛很冷淡，很不喜歡女兒爱露娃總是和尼洛相處在一起，但其實他並不是一個鐵石心腸的人，不過本名在動畫中未詳加描述，但原作中他的名字為「巴斯」(通常都是以“柯傑茲先生”來稱呼他)，所以這應該是他的名字。以前他也是生長在貧窮的家裡，在半工半讀之下才成為一代財主的努力者。
愛麗娜‧羅傑斯
配音員：中西妙子，台湾：李明幸（TVBS-G）
巴斯的妻子，爱露娃的母親。是個非常有同情心的婦人。非常很善待沒有父母與傑漢相依為命的尼洛。但總是被丈夫巴斯要求不要總是善待尼洛，即使這樣還是會默默的幫助尼洛。
蘇菲亞
巴斯的妹妹，爱露娃的姑姑，是一位身舉高雅的女性，居住在英國。
安妮
配音員：岡本茉利
蘇菲亞的女兒，爱露娃的表妹，雖然看起來與表姐爱露娃年齡相仿，卻是個很有教養的淑女，個性有點自大與傲慢。曾在看過尼洛的繪畫時給予他一些「背景畫面不好」的說法。

### 尼洛的房東一家
漢斯
配音員：村松康雄，台灣：陳幼文（TVBS-G）
尼洛家的房東兼鞋店的老闆。在村子裡是第二有錢者，總是喜歡拍些柯傑茲的馬屁，對其他村裡的人總是作威作福。面對爱露娃與尼洛的關係很好的模樣感到很不順眼，因此在村裡如果發生什麼不好的事，總是會誣賴給尼洛的身上，但沒發現尼洛沒有埋怨自己的行為。在後期風車小屋發生火災事件的真正原因是自己的過失所演變成的，因此受到村民們的怒斥中對自己長久以來未能善待尼路的行為感到懊悔不已，其行為在播出時就受到觀眾的唾棄與責罵，甚至擁有「殺人犯」的綽號。
葛瑞塔
配音員：中川千英子
漢斯的妻子，安德烈的母親。只在第24話爱露娃的生日時登場。
安德烈
配音員：白川澄子，台灣：馮美麗（TVBS-G）
漢斯的獨生兒子。有著害羞的個性還有些冷淡的樣子。但其實是個心地善良的人。面對失去工作的尼洛給予些安慰，也給予沒東西吃的帕特拉修一些肉吃。

### 尼洛的朋友喬治一家
喬治(尼奧)
配音員：駒村栗子，台灣：馮美麗（TVBS-G）
動畫裡原創的人物。12歲。是在安特衛普與尼洛認識的朋友之一，保羅的哥哥。非常好心地照料尼洛，與他的關係很好。後來在鐵匠老闆的工作坊做些工作當見習生。
保羅(波波)
配音員：菅谷政子，台湾：李明幸（TVBS-G）
喬治的弟弟，同樣是動畫裡的原創人物。6歲。尼洛的朋友之一，總是和哥哥喬治黏在一起。個性開朗又有元氣，而且非常很努力，擁有喜歡學哥哥喬治說話的習慣。但是有時候做事情會以失敗收場。
喬治的母親
配音員：峰田知代
喬治與保羅的母親。看起來應該是個很親切的阿姨。
喬治的父親
喬治與保羅的父親。在碼頭給尼洛做著搬運行李的工作。

### 住在尼洛家的鄰居
露麗特
配音員：遠藤晴
住在尼洛家隔壁的阿姨。人緣非常好，跟尼洛的母親一樣細心的照顧尼洛，後來與女兒米蓮還有女兒的丈夫克勞德一起搬到遠方生活中生活。在最終話的時候與米蓮還有克勞德一起回到村子中，在得知傑漢早已去世多久加上尼洛因被人誣陷而失去蹤影的消息感到很傷心，對自己未能提早替尼洛申冤與領養他的行為感到很自責。
米蓮
配音員：藤田淑子
露麗特的女兒。與克勞德結婚，住的地方在這個地方要搭三天的馬車的遠方居住。是個想念母親的孝順女兒。在最終話的時候與母親還有克勞德一起回到村子。
克勞德
配音員：富山敬
米蓮的丈夫。看起來是個很和善的人，但是感覺好像不可靠。在最終話的時候與米蓮還有她母親一起回到村子。
賽吉歐
配音員：矢田耕司
露麗特阿姨搬到遠方不久後搬來尼洛家隔壁的人。卻成為「接替」尼洛運送牛奶的工作的人，但自己其實並不是有意的要這樣做的。

### 在安特衛普的村子裡的人物

#### 在村裡做生意的人們
五金行老闆
配音員：飯塚昭三
刻薄對待帕特拉修的前任飼主。拋棄奄奄一時的帕特拉修，卻在得知尼洛讓帕特拉修恢復健康之後主張自己對帕特拉修的所有權，並以此硬是討走三法郎的鉅款。之後又企圖奪回帕特拉修。在第21話之後就在也沒有出現過，因此也不知道傑漢之後有沒有繼續支付五金行的債務。原作中五金行是喝醉酒和別人起爭執，而被別人所殺的。
酒店老闆
配音員：辻村真人
在尼洛的爺爺傑漢遭到五金行老闆的恐嚇的時候幫助他們。
鐵匠師傅
配音員：笹岡繁藏
喬治在做打鐵工作當見習生時，照顧他的鐵匠師傅。
收集牛奶的所有人
配音員：西尾德
只有出來幾次，但是無法知道這個人的個性。
郵差
配音員：神山卓三
當村裡的人們有信的時候，幫忙送信件的人物之一。
郵差
配音員：緒方賢一
當村裡的人們有信的時候，幫忙送信件的人物之一。
藥品店
配音員：國坂伸
在村子裡開藥店的叔叔，傑漢曾為了療傷帕特拉修把一部分地藥草給尼洛，要他為帕特拉修製作湯藥，而剩下的拿到這家店賣掉換取三個硬幣。
食品店
配音員：辻村真人
在村子裡賣蔬菜的叔叔。尼洛曾經為了找帕特拉修，而詢問過他說出五金行老闆有沒有來過這裡。之後尼洛為了治好爺爺的病，而特地到這裡去買菜來想煮給爺爺吃，希望爺爺的病可以好起來。
商人
配音員：島田彰
在村子裡做生意的商人，是個很善良的人，對於五金行老闆獨自一人做生意，而沒有見到帕特拉修，讓他感到很納悶，就像他詢問帕特拉修發生什麼事。恰巧在一旁經過的傑漢聽到他與五金行的對話，讓傑漢有著很不祥的預感。尼洛之後遇到他後得知帕特拉修還活著，非常的高興，之後告訴尼洛要注意五金行老闆正在找帕特拉修的消息。
養羊人
配音員：古川登志夫
在村子附近的草地放牧的牧羊人，時常對運送牛奶的傑漢要好好加油。
馬車夫
配音員：西村淳三
村子裡的馬車夫。

#### 在村裡工作的人們
諾耶爾
配音員：永井一郎
修理風車的老爺爺。是個很頑固又很奇怪的人，對於尼洛的遭遇能夠理解。
米歇爾
配音員：雨森雅司
在森林中生活的樵夫叔叔。是少數能夠理解尼洛困境的其中一人，在傑漢因病去世後打算領養尼洛，不過並沒有如願。
丹東
配音員：大宮剃二
住在安特衛普的商人。與柯傑茲做著買賣上的交易，在爱露娃生日的時候送給她一個大洋娃娃。只有在第24話登場而已。
伯特蘭
配音員：田村錦人
爱露娃生病時為她診治的主治醫生。醫生說爱露娃的並會好不是因為他開的藥方，而是尼洛在一旁鼓勵著與照顧她才會治好的。
傑斯特斯
配音員：水鳥鐵夫
住在尼洛住的村裡的農夫。是個很寵愛尼洛的親切的人。字幕最初登場時以是「傑夫特夫」表示，之後再次登場時修正為「傑斯特斯」。
伊莎貝爾
配音員：鈴木玲子
傑斯特斯的妻子。與傑斯特斯一樣都是很親切的人。
海爾蒙特
配音員：中村武己
一個養牛人，在風車小屋被一場大火給燒燬後，和全村的人一樣因為漢斯的話誤會尼洛是縱火的嫌犯與他斷絕關係，在最終話得知漢斯其實是真正的縱火嫌犯，而尼洛並不是縱火嫌犯的真相後，面對自己誤會尼洛的行為陷入悔恨與自責當中。
阿爾伯爾
配音員：田中康郎
住在村裡的人，蘿拉的丈夫，時常和蘿拉一起搭船到港口做些生意。
蘿拉
配音員：石橋曉子
住在村裡的人，阿爾伯爾的妻子，時常和丈夫阿爾伯爾一起搭船到港口做些生意。

### 與繪畫有關的人們
亨德瑞克‧雷
配音員：家弓家正
尼洛畫出爺爺的繪畫的競賽時的審查員，也是一位畫家。原本打算推薦尼洛的繪畫為第一名的人選。但是尼路受到其他的審查員反對而落選。不夠他很肯定尼洛的才能，打算決定領養尼洛並且給他學習繪畫的機會，可惜最後無法達成。
審查員
配音員：西村知道
對於尼洛的繪畫並不贊同的審查員。
史蒂芬‧基斯林格
得到繪畫競賽第一名的男孩。
貴婦人
配音員：北濱晴子
來自英國。在看到尼洛好像看到自己失蹤已久的兒子有點相似。本來希望尼洛可以和自己一起去大教堂看魯本斯的兩張畫作，但是由於受到漢斯的厭惡與阻撓之下，讓尼洛沒能達成看到圖畫的心願。
彼得‧保羅‧魯本斯
出生於法蘭德斯，巴洛克時期的畫家。尼洛看過他的畫覺得感動不已，希望自己以後可以變的像他一樣很優秀的偉大畫家。
旁白
配音員：武藤禮子
本故事的解說員。擔任解說故事與下集預告的部份。

### 其他登場動物
小黑
露麗特家裡所飼養的鴨子。由於總是喜歡做些惡作劇讓露麗特感到很困惑不已。在露麗特搬家後交給尼洛來陪伴，之後又轉交給保羅來保管與照顧。
達克斯
安德烈所飼養的狗。好像是漢斯特地為安德烈所買的。
驢公
諾耶爾所飼養的驢子。
波斯
海爾蒙特所飼養的牛。

## 主題曲
片頭曲
「黎明的道路」（第1話～第52話）
作詞：岸田衿子，作曲：渡邊岳夫，編曲：松山祐士，主唱：大杉久美子、安特衛普兒童合唱團
片尾曲
「黎明的道路」（第1話～第8話）
作詞：岸田衿子，作曲：渡邊岳夫，編曲：松山祐士，主唱：大杉久美子，安特衛普兒童合唱團
「無論到哪裡都一起走」（第9話～第52話）
作詞：岸田衿子，作曲：渡邊岳夫，編曲：松山祐士，主唱：大杉久美子
插曲
「打開窗戶」
作詞：岸田衿子，作曲：渡邊岳夫，編曲：松山祐士，主唱：大杉久美子
「藍色眼眸」
作詞：岸田衿子，作曲：渡邊岳夫，編曲：松山祐士，主唱：大杉久美子
「帕特拉修是我的朋友」
作詞：岸田衿子，作曲：渡邊岳夫，編曲：松山祐士，主唱：大杉久美子，安特衛普兒童合唱團
「手牽著手」
作詞：岸田衿子，作曲：渡邊岳夫，編曲：松山祐士，主唱：大杉久美子，哥倫比亞搖籠會
法蘭德斯的靈犬劇中音樂
作曲：渡邊岳夫，編曲：増田順平，合唱：，伴奏：

### 台灣版主題歌
「龍龍與忠狗」
作詞：陳麒文　作曲：黃瑩　演唱：新和兒童樂隊合唱團
收錄於1979年9月由月球唱片發行的兒童歌曲合輯《兒童歌曲(4)》（MEV-9156）當中。

## 標題播映表
※全部集數的演出均為黑田昌郎所負責，故在此省略之。
| 話數 | 副標題               | 播映日         | 腳本       | 分鏡                 | 作畫監督 |
| ---- | -------------------- | -------------- | ---------- | -------------------- | -------- |
| 1    | 少年尼洛             | 1975年1月5日   | 吉田義昭   | 黑田昌郎             | 坂井俊一 |
| 2    | 與爱露娃到森林去     | 1975年1月12日  | 吉田義昭   | 柴田一               | 坂井俊一 |
| 3    | 在安特衛普的鎮上     | 1975年1月19日  | 吉田義昭   | 山崎修二             | 坂井俊一 |
| 4    | 新朋友               | 1975年1月26日  | 吉田義昭   | 山崎修二             | 坂井俊一 |
| 5    | 帕特拉修             | 1975年2月2日   | 吉田義昭   | 奧田誠治             | 羽根章悅 |
| 6    | 加油！帕特拉修       | 1975年2月9日   | 吉田義昭   | 斧谷稔               | 羽根章悅 |
| 7    | 來喝湯藥吧！         | 1975年2月16日  | 加瀨高之   | 奧田誠治             | 羽根章悅 |
| 8    | 帕特拉修會叫了！爺爺 | 1975年2月23日  | 加瀨高之   | 斧谷稔               | 羽根章悅 |
| 9    | 回憶中的鈴鐺         | 1975年3月2日   | 加瀨高之   | 奧田誠治             | 羽根章悅 |
| 10   | 爱露娃的胸針         | 1975年3月9日   | 伊東恒久   | 奧田誠治             | 羽根章悅 |
| 11   | 愛麗娜的花圃         | 1975年3月16日  | 伊東恒九   | 斧谷稔               | 羽根章悅 |
| 12   | 爺爺的小瓶子         | 1975年3月23日  | 加瀨高之   | 奧田誠治             | 岡田敏靖 |
| 13   | 拿破崙時代的風車     | 1975年3月30日  | 加瀨高之   | 奧田誠治             | 羽根章悅 |
| 14   | 夜空中描繪的畫       | 1975年4月7日   | 吉田義昭   | 奧田誠治             | 羽根章悅 |
| 15   | 古老的帳簿           | 1975年4月14日  | 吉田義昭   | 高畑勲               | 羽根章悅 |
| 16   | 10生丁的寫生簿       | 1975年4月21日  | 吉田義昭   | 奧田誠治             | 羽根章悅 |
| 17   | 在山丘上的樹下       | 1975年4月28日  | 加瀨高之   | 奧田誠治             | 羽根章悅 |
| 18   | 淘氣的孩子小黑       | 1975年5月4日   | 加瀨高之   | 橫田和善、佐佐木正廣 | 岡田敏靖 |
| 19   | 五金行到村裡來       | 1975年5月11日  | 加瀨高之   | 奧田誠治             | 羽根章悅 |
| 20   | 一定會找到的         | 1975年5月18日  | 加瀨高之   | 奧田誠治             | 岡田敏靖 |
| 21   | 搭船來的客人         | 1975年5月25日  | 吉田義昭   | 奧田誠治             | 羽根章悅 |
| 22   | 來自英國的禮物       | 1975年6月1日   | 松島昭     | 奧田誠治             | 岡田敏靖 |
| 23   | 爱露娃的生日         | 1975年6月8日   | 加瀬高之   | 奧田誠治             | 羽根章悅 |
| 24   | 爱露娃的畫           | 1975年6月15日  | 中西隆三   | 奧田誠治             | 岡田敏靖 |
| 25   | 爱露娃失蹤了         | 1975年6月22日  | 雪室俊一   | 奧田誠治             | 羽根章悅 |
| 26   | 再見了！爱露娃       | 1975年6月29日  | 雪室俊一   | 奧田誠治             | 岡田敏靖 |
| 27   | 沒有爱露娃的聖誕節   | 1975年7月6日   | 佐藤道雄   | 奧田誠治             | 羽根章悅 |
| 28   | 親切的貴婦人         | 1975年7月13日  | 佐藤道雄   | 奧田誠治             | 岡田敏靖 |
| 29   | 魯本斯的2張畫        | 1975年7月20日  | 高山由起子 | 奧田誠治             | 羽根章悅 |
| 30   | 雪中的約定           | 1975年7月27日  | 高山由起子 | 奧田誠治             | 岡田敏靖 |
| 31   | 尼洛的決心           | 1975年8月3日   | 安藤豐弘   | 奧田誠治             | 羽根章悅 |
| 32   | 大橡樹的木頭         | 1975年8月10日  | 安藤豐弘   | 西牧秀雄             | 岡田敏靖 |
| 33   | 心中的信             | 1975年8月17日  | 佐藤道雄   | 奧田誠治             | 羽根章悅 |
| 34   | 露麗特阿姨           | 1975年8月24日  | 佐藤道雄   | 奧田誠治             | 岡田敏靖 |
| 35   | 爱露娃回來了         | 1975年8月31日  | 雪室俊一   | 奧田誠治             | 羽根章悅 |
| 36   | 爱露娃的藥           | 1975年9月7日   | 雪室俊一   | 水澤渡               | 岡田敏靖 |
| 37   | 高興的消息           | 1975年9月14日  | 安藤豐弘   | 橫田和善             | 羽根章悅 |
| 38   | 尼洛的大夢想         | 1975年9月21日  | 雪室俊一   | 奧田誠治             | 羽根章悅 |
| 39   | 心心相印的兩面旗子   | 1975年9月28日  | 雪室俊一   | 奧田誠治             | 羽根章悅 |
| 40   | 爺爺的口哨           | 1975年10月5日  | 雪室俊一   | 奧田誠治             | 岡田敏靖 |
| 41   | 懷念的漫長道路       | 1975年10月12日 | 安藤豐弘   | 奧田誠治             | 羽根章悅 |
| 42   | 隔壁來的鄰居         | 1975年10月19日 | 佐藤道雄   | 柴田一               | 岡田敏靖 |
| 43   | 爱露娃的幫助         | 1975年10月26日 | 佐藤道雄   | 奧田誠治             | 羽根章悅 |
| 44   | 給爺爺的土產         | 1975年11月2日  | 佐藤道雄   | 奧田誠治             | 岡田敏靖 |
| 45   | 孤獨一人的尼洛       | 1975年11月9日  | 安藤豐弘   | 奧田誠治             | 羽根章悅 |
| 46   | 爺爺的臉             | 1975年11月16日 | 安藤豐弘   | 奧田誠治             | 岡田敏靖 |
| 47   | 風車小屋的火災       | 1975年11月23日 | 佐藤道雄   | 奧田誠治             | 羽根章悅 |
| 48   | 失去了工作           | 1975年11月30日 | 佐藤道雄   | 奧田誠治             | 岡田敏靖 |
| 49   | 畫好了！爺爺         | 1975年12月7日  | 雪室俊一   | 奧田誠治             | 羽根章悅 |
| 50   | 發表的日子           | 1975年12月14日 | 雪室俊一   | 奧田誠治             | 岡田敏靖 |
| 51   | 二千法郎的金幣       | 1975年12月21日 | 中西隆三   | 奧田誠治             | 羽根章悅 |
| 52   | 天使們的畫           | 1975年12月28日 | 中西隆三   | 奧田誠治             | 岡田敏靖 |

## 模仿作品
- 同樣是富士電視台播映的「YATTER MAN」(正義雙俠)中，作品中製作了個模仿作品「法蘭德斯之貓叩隆」(第23話，1977年6月4日播放)。很巧合的是第一代配爱露娃角色的麻上洋子扮演著相似的模仿作品裡，拉露娃這個角色。繼承麻上的桂玲子之後在這部作品裡也有扮演著正式成員的角色來。

## 剧场版
- 中文名：佛蘭德斯的狗／义犬报恩（港譯作《龍龍與忠狗》，ＣＣＴＶ引進時曾譯作《尼洛和他的狗》）
- 英文名：The Dog of Flanders
- 導　 演：黑田昌郎
- 出品年代：1997
- 首映日期：1997年3月15日
- 影片長度：1小時42分

## 外部連結
- 互联网电影数据库（IMDb）上《龍龍與忠狗》的资料（英文）